# Религия в Словакии
[[Файл:N%C3%A1bo%C5%BEensk%C3%A9_zlo%C5%BEenie_obc%C3%AD_2021.png|thumb|300px|{{легенда|#FFD700|Религиозный состав муниципалитетов Словакии по переписи населения 2021 года]]

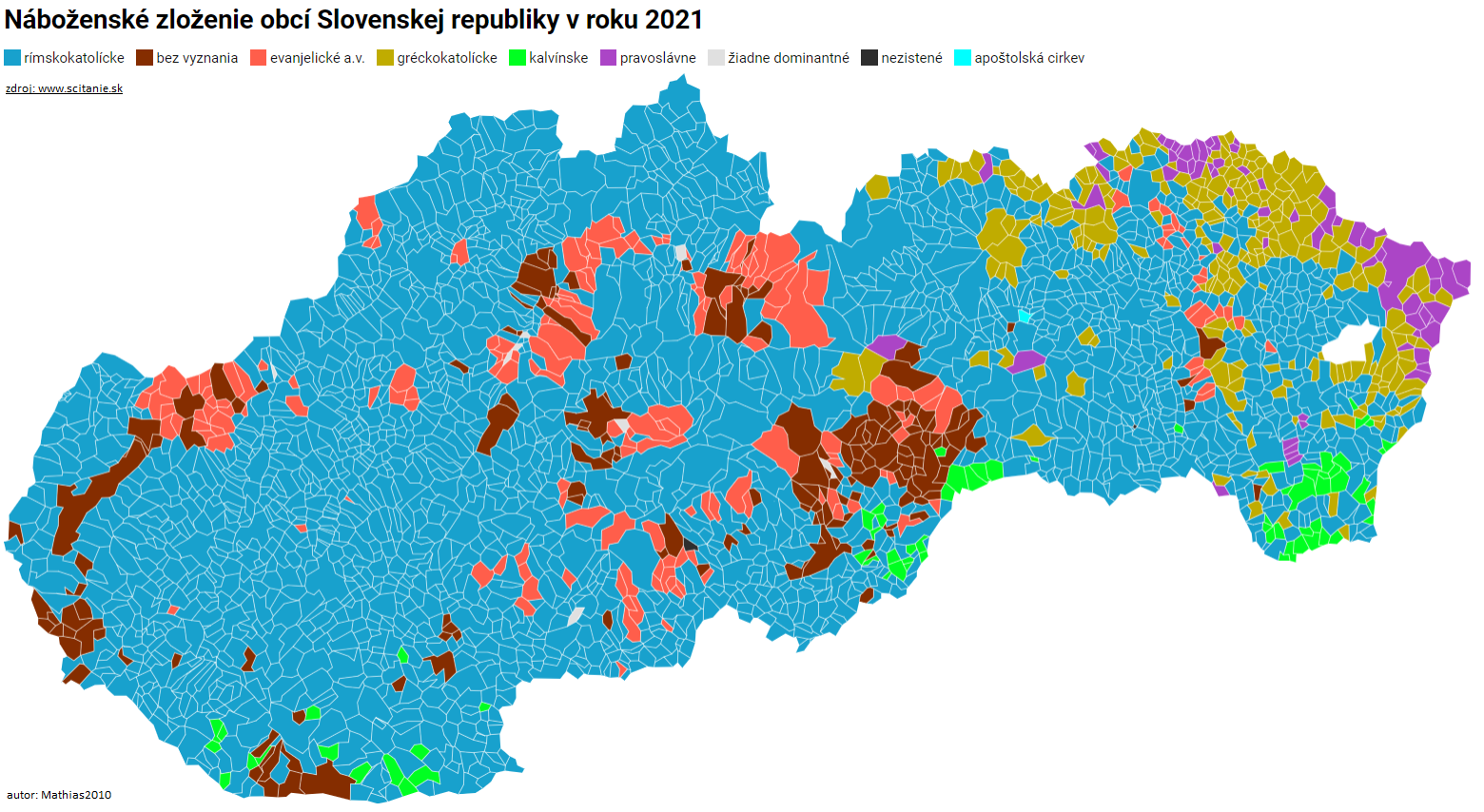
легенда|#FFD700|Религиозный состав муниципалитетов Словакии по переписи населения 2021 года

Основной религией Словакии является христианство.
Словацкая конституция гарантирует свободу вероисповедания. В целом Словакия является довольно религиозной страной (77 % населения), особенно по сравнению с соседней Чехией.
Большинство верующих в Словакии (62 %) — католики. Страна разделена на 8 диоцезов, в том числе 3 архидиоцеза. Есть также грекокатолики (4,1 %)
Вторая по величине группа — протестанты (10,8 %, лютеране (главным образом словаки) и реформаты (главным образом венгры)).
Православие (0,9 %) распространено, в основном, среди русин и их потомков на северо-востоке страны. В Словакии проживает 50 000 православных и находится 125 храмов и 105 православных приходов.
К остальным конфессиям относится около 1,1 % населения страны. Около 2300 евреев осталось от довоенного еврейского населения Словакии, насчитывавшего примерно 120 000.
По всей территории страны среди населения преобладают католики, кроме двух районов — в районе Миява преобладают лютеране, а в районе Свидник греко-католики.
13,7 % назвали себя атеистами.
В Словакии проживают от 4 до 5 тысяч мусульман, но при этом в стране нет ни одной мечети.
| Конфессия | Численность |  |
| --- | ----------- |  |
| Римо-католики | 3 708 120   |  |
| |             |  |
| Евангелическая церковь Аугсбургского вероисповедания в Словакии (Evanjelická cirkev augsburského vyznania na Slovensku) | 372 858     |  |
| |             |  |
| Словацкая грекокатолическая церковь                                                                                     | 219 831     |  |
| |             |  |
| Реформаты | 109 735     |  |
| |             |  |
| Православная Церковь Чешских земель и Словакии                                                                          | 50 363      |  |
| |             |  |
| Свидетели Иеговы | 20 630      |  |
| |             |  |
| Методисты | 7347        |  |

Кроме того, в стране имеются небольшие группы некоторых других христианских деноминаций: баптисты, моравские братья, адвентисты седьмого дня, старокатолики, апостольская церковь Словакии (Ассамблеи Бога), гуситы и др.